# Mokhazni
Pour l’article homonyme, voir Moghazni.
 (mai 2024).
 (janvier 2023).
La mise en forme du texte ne suit pas les recommandations de Wikipédia : il faut le « wikifier ».
Les points d'amélioration suivants sont les cas les plus fréquents. Le détail des points à revoir est peut-être précisé sur la page de discussion.
- Les titres sont pré-formatés par le logiciel. Ils ne sont ni en capitales, ni en gras.
- Le texte ne doit pas être écrit en capitales (les noms de famille non plus), ni en gras, ni en italique, ni en « petit »…
- Le gras n'est utilisé que pour surligner le titre de l'article dans l'introduction, une seule fois.
- L'italique est rarement utilisé : mots en langue étrangère, titres d'œuvres, noms de bateaux, etc.
- Les citations ne sont pas en italique mais en corps de texte normal. Elles sont entourées par des guillemets français : « et ».
- Les listes à puces sont à éviter, des paragraphes rédigés étant largement préférés. Les tableaux sont à réserver à la présentation de données structurées (résultats, etc.).
- Les appels de note de bas de page (petits chiffres en exposant, introduits par l'outil «  Source ») sont à placer entre la fin de phrase et le point final[comme ça].
- Les liens internes (vers d'autres articles de Wikipédia) sont à choisir avec parcimonie. Créez des liens vers des articles approfondissant le sujet. Les termes génériques sans rapport avec le sujet sont à éviter, ainsi que les répétitions de liens vers un même terme.
- Les liens externes sont à placer uniquement dans une section « Liens externes », à la fin de l'article. Ces liens sont à choisir avec parcimonie suivant les règles définies. Si un lien sert de source à l'article, son insertion dans le texte est à faire par les notes de bas de page.
- La présentation des références doit suivre les conventions bibliographiques. Il est recommandé d'utiliser les modèles {{Ouvrage}}, {{Chapitre}}, {{Article}}, {{Lien web}} et/ou {{Bibliographie}}. Le mode d'édition visuel peut mettre en forme automatiquement les références.
- Insérer une infobox (cadre d'informations à droite) n'est pas obligatoire pour parachever la mise en page.

Pour une aide détaillée, merci de consulter Aide:Wikification.
Si vous pensez que ces points ont été résolus, vous pouvez retirer ce bandeau et améliorer la mise en forme d'un autre article.
Les askari makhzen (aussi appelés les askars makhzen) sont des soldats servant dans l'armée du makhzen, l'appareil militaire et administratif centralisé du Maroc, depuis le XVIe siècle jusqu'à nos jours. Ils sont chargés de protéger le pays contre ses ennemis et de maintenir l'ordre et la stabilité dans le royaume en servant le sultan puis l'Etat marocain. 
Historiquement, les askari makhzen ont été principalement recrutés parmi les Berbères et les Arabes, et ont joué un rôle important dans la défense du territoire, les campagnes d'expansion territoriale et les guerres de succession, contribuant ainsi au maintien de l'unité et de la stabilité de l'Empire chérifien. 

## Étymologie
L'étymologie du mot « askari » est d'origine arabe et signifie « soldat ». Le terme « makhzen » (ou « mekhzen » en arabe) désigne l'appareil administratif et militaire centralisé du Maroc, qui a joué un rôle important dans la défense et l'expansion territoriale du pays, ainsi que dans la maintenance de l'ordre et de la stabilité. L'étymologie du mot « Makhzen » est liée à la dynastie marocaine des Saadiens. Le terme « makhzen » est dérivé du mot arabe « makhazin », qui signifie magasin ou trésor. En tant que terme technique, il désigne la bureaucratie et l'administration des Marocains saadiens, qui était le cœur de leur système de gouvernement. Les « Makhzen » sont les membres de cette bureaucratie qui ont pour tâche d'administrer la justice, les finances et le commerce. Les Makhzen étaient également responsables de la collecte des impôts et de la gestion des terres royales.

## Histoire
L'histoire des askari makhzen remonte au XVIe siècle, lorsque le sultan saadiens Ahmed El Mansour fonde le Sultanat Makhzen. Le Makhzen était un réseau de guerriers loyaux qui lui servaient de soldats et de conseillers. Ces guerriers étaient formés selon une tradition militaire très stricte et furent les fondations de la puissance militaire et politique du Maroc.
À partir du XVIIe siècle, le Makhzen a connu une période de prospérité et a constitué une force militaire et politique puissante à travers toute l'Afrique du Nord et du Sahel. Les askari du Makhzen étaient réputés pour leur courage et leur loyauté et étaient considérés comme les meilleurs soldats du Maroc.
Le Sultan Moulay Ismaïl a renforcé le Makhzen et l'a transformé en une institution militaire et politique plus puissante et plus efficace. Ce système a été maintenu par les sultans qui lui ont succédé, et a été un élément clé de la politique et de la stratégie marocaines jusqu'à la fin du XIXe siècle.

## Fin des askari makhzen
La fin des askari makhzen est principalement attribuée à la défaite militaire contre les forces européennes lors de la conquête du Maroc par les Français et les Espagnols au XIXe siècle. La purification ethnique et la dislocation de la confédération du Makhzen mis fin aux askari Makhzen et marqua la fin de leur pouvoir.

## Religions
Leur religion était l'islam sunnite. Le makhzen était le gouvernement central de l'Empire marocain sous le règne des Alaouites et était dirigé par le Sultan marocain. Le makhzen était le garant des croyances et des pratiques religieuses et des lois islamiques.

## Entrainements
L'entraînement des askari makhzen consistait en une combinaison d'entraînement physique et militaire, ainsi que de l'apprentissage des techniques de combat traditionnelles marocaines, telles que la lutte, la boxe et l'utilisation d'armes telles que le sabre, la lance et le bouclier. Les askari makhzen étaient également formés pour servir en tant que gardes du corps pour le sultan et pour protéger le pays contre les invasions étrangères.

## Composition
Les askari makhzen étaient composés de nobles, de chefs de tribus et de soldats recrutés des campagnes, qui servaient le sultan dans toutes ses campagnes militaires. ils étaient entraînés pour l'escrime, la chasse et la tactique militaire et étaient réputés pour leur bravoure et leur loyauté. Ils étaient équipés de lances, de sabres et de mousquets et étaient considérés comme l'élite de l'armée marocaine.

## Récompense
Les askari makhzen étaient payés en argent et en terres et bénéficiaient de privilèges et de titres s'ils avaient toutes ses récompenses c'étaient car ils étaient considérés comme les défenseurs du pays et leurs actes étaient considérés comme des actes d'héroïsme et de bravoure.

## Équipement

### Armes

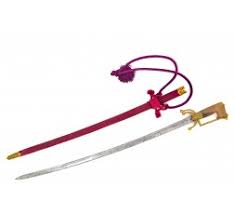
Sabre marocain nimcha

Les askari makhzen utilisait principalement des armes blanches telles que des nimcha (sabre marocain) et des koumia (épée marocaine courte à lame en forme de croissant), des lances et des poignards. Ils utilisent également des armes à feu comme des fusils, des mousquets, des pistolets et des canonnières.  

### Armure
Les askari makhzen portaient une armure complète composée d'une cotte de mailles sous une cuirasse en cuir, ainsi que d'un casque à pointe et d'une longue cape. Les armures étaient faites de plaques de fer et de cuir, pour se protéger des coups. Certaines armures pouvaient également être ornées d'insignes ou de couleurs symboliques.